# Deborah Constanzo
Deborah Angélica Constanzo (ur. 12 września 1994) – dominikańska siatkarka, reprezentantka kraju grająca jako środkowa. Obecnie występuje w drużynie Mirador.